# MBSニュース
『MBSニュース』（エムビーエスニュース）は、毎日放送（MBSテレビ）とMBSラジオが放送しているニュース番組のタイトル・総称である。テレビでは、毎日放送がテレビ放送事業とラジオ放送事業を兼営していた2011年（平成23年）11月から、『MBS NEWS』のタイトルで放送している。

## ラジオ
1951年9月1日、新日本放送 (NJB) として開局した当初から、毎日新聞社の協力による『毎日新聞ニュース』のタイトルで放送されてきた。1974年にニュース編集権が毎日新聞からMBSへ移管されたのに合わせて『毎日ニュース』に改題したが、後にタイトルを『MBSニュース』に改めた。現在は、共同通信社、毎日新聞、JNN、JRNから配信したニュースと、MBSで独自に取材したニュースを織り交ぜている。
5分枠の単独番組として『MBSニュース』を放送する場合には、担当のアナウンサーがストレートニュースを伝えた後にスポットCM・タイトルコールをはさんで天気予報（放送上のタイトルは「お天気のお知らせ」）の原稿も読む。1990年代の一時期には、日曜深夜の最終番組になっていたため、当番組で「お天気のお知らせ」を伝えた直後にラジオのクロージングを流していた。
生ワイド番組の内包ニュースとして放送される場合は、ニュースの合間に、番組の出演者と担当のアナウンサーでクロストークを展開することがある。『それゆけ!』火曜日のパーソナリティをやしきたかじんが務めていた時期は、12時過ぎの『毎日ニュース』で、たかじんと平松邦夫（当時の担当アナウンサー、後の大阪市長）のやり取りを挟んで、40分以上も時間を費やしたことがあった。
2005 - 2013年度の『ノムラでノムラだ♪ EXトラ!』内包分では緊急時を除いて、同様の掛け合いが放送された（当初は16時台 → 後期は17時台）。2009年4月から2019年7月までは『子守康範 朝からてんコモリ!』（当時平日の早朝に編成されていた生ワイド番組）の5時台に放送されていたニュースを馬野雅行が担当する場合はパーソナリティの子守康範（元・MBSアナウンサー）との間で共通の関心事（主に鉄道関連）についてのクロストークを展開することがあった。
平日の放送では編成形態を問わず、一部の曜日・時間帯にスポンサーが付いている。土曜日の一部の時間帯は、不二食品が長らく単独で提供していた。いずれの場合も一部の時間帯を除いて、本編終了後のCM明けに提供アナウンスメント（「〜がお送りしました」）を入れていない。
かつては平日12時台のニュースにおいて、放送直前に『ひるおび! JNNニュース』（TBSテレビ制作の全国ニュース）で使われたJNN系列各局記者のリポート音源を随時挿入していた。平日12時台（詳細前述）・17時台（「ネットワークトゥデイ～今日のニュースのまとめ～」）のニュースで伝えた項目の概要を、放送後にMBSラジオの公式サイトに文字で表示。放送後にCMと提供アナウンスメントを削除した上で、公式サイトから音源を配信していた。
プロ野球シーズン中の土曜日午後・夜間と日曜日の夜間に『MBSベースボールパーク』として、プロ野球の試合を中継する場合は中継のカードや時間帯を問わず、5回裏終了後のインターバルで1 - 2項目のニュースを放送。選抜高等学校野球大会の全試合完全中継を実施していた時期（2008年度まで、3月下旬 - 4月上旬）は、前の試合と次の試合の合間にニュースを放送した。
「新日本放送」時代の1959年3月1日からテレビ放送事業とラジオ放送事業を兼営してきた毎日放送は、2021年4月1日付でラジオ放送事業を「株式会社MBSラジオ」へ移管したため、ラジオの定時ニュースとしては4月1日の午前5時台（『レイディオ・ゴー!』への内包分）から「株式会社MBSラジオ」が制作している。ただし、毎日放送の総合編成局（移管と同時に新設）にアナウンサーの管理部門を残しているため、同局のアナウンサーが兼営時代に続いて持ち回りで担当している。

### 放送時間の変遷
2019年3月までは、日曜日の21:55 - 22:00に、「お天気のお知らせ」とセットで（編成上）1週間の最終定時ニュース枠を設定。プロ野球のナイトゲーム中継を当該時間帯以降に延長した場合でも、放送枠のスライドによって中継の終了後に放送していた。同年のプロ野球シーズン中は、『MBSベースボールパーク』のナイトゲーム中継（中継のない週には『MBSベースボールパーク番外編』）へ内包する方式で、中継のある週には5回裏の終了後、ない週には19:30前後に定時ニュースの最終版と「お天気のお知らせ」を放送。なお、2019年度のプロ野球のオフシーズンには上記の定時ニュース枠を復活させていたが、2020年度のオフシーズンには日曜日の18:56 - 19:00に編成。
日曜日の午前中には、2021年3月まで、6:10 - 6:15に「お天気のお知らせ」、10:57 - 11:00に「MBS交通情報」とセットで定時ニュース枠を設けていた。同年4月3日からは『地方創生プログラム ONE-J』（TBSラジオ制作・JRN32局フルネットの生放送番組）が8:00 - 10:00に編成されているが、8:55 - 9:00の時間帯に限ってネット局での差し替えが認められていることから、MBSラジオでは10時台の放送枠をこの時間帯に移動。定時ニュースと「MBS交通情報」をセットで放送している。なお、10時台には10:59から1分間「お天気のお知らせ」のみ放送していたが、2021年10月改編から10:57 - 11:00に定時ニュースと「MBS交通情報」のセット編成が復活。

#### 現在（2024年度下半期）の放送時間

##### 単独番組として放送
月曜日
- 20:55（ニュース担当のアナウンサーが伝える「お天気のお知らせ」とセットで放送、「厳選!月イチジャーナル」を20:00 - 21:00で放送する週には編成せず）
  - 前枠番組（『MBSマンデースペシャル2』）が生放送の報道番組（2020・2021年度は「月刊  ニュースなラヂオ」→ 2022年度以降は「厳選!月イチジャーナル」）に当たる週（原則として毎月第1週）には、上記番組の放送時間を20:00 - 21:00に設定したうえで、1コーナー扱いで内包している。『月刊　ニュースなラヂオ』では「MBSニュース」「お天気のお知らせ」とも内包していたが、『厳選!月イチジャーナル』では「お天気のお知らせ」を編成せず、「MBSニュース」も「最新のニュース」というタイトルで放送。

火曜日 - 木曜日
- 20:55（ニュース担当のアナウンサーが伝える「お天気のお知らせ」とセットで放送）
  - 『MBSベースボールパーク』のナイトゲーム中継をこの時間帯にまで延長する場合にも、中継終了の直後から必ず放送。
    - 2021年度の下半期までは、放送枠を10分間（基本として21:50 - 22:00）に設定していた。2022年度上半期（プロ野球シーズン中）の火 - 木曜日には、放送枠を5分間まで短縮することによって、ナイトゲーム中継が21:45までに終了した場合に『ベースボールパークEXトラ!』（中継の後座番組で2021年度までは21:50で放送を終了）を21:55まで放送できるように編成（2021年度まで火 - 金曜日に設定されていたナイトゲーム中継の前座コーナー・前座番組枠が縮小されたことに伴う措置）。

金曜日
- 20:55
  - 『MBSベースボールパーク』のナイトゲーム中継をこの時間帯にまで延長する場合にも、中継終了の直後から必ず放送。

土曜日
- 12:50（「MBS交通情報」と日本気象協会関西支部の職員が伝える「お天気のお知らせ」とセットで放送）
- 17:40（編成上はJRN全国ニュース『ウィークエンドネットワーク』の企画ネット扱い）
  - 『ウィークエンドネットワーク』としては1995年4月の開始当初から企画ネット方式を導入しているが、2022年3月26日までは基本として、自社制作による当該時間帯の生ワイド番組（2020年3月28日以降は『豊永真琴のMBSミュージックパーク』）内の17:03 - 17:06頃に放送していた。この時期にも特別編成などで単独番組としての放送枠を17:40 - 17:43に設定することはあったが、2022年4月2日から通年で単独番組に移行。また、内包先番組のパーソナリティ（豊永真琴など）が前後のアナウンスで使用していた『ウィークエンドネットワーク』というタイトルを、放送上割愛している。
  - 本来放送する時間帯で『MBSベースボールパーク』のデーゲーム中継を続ける場合にも、中継の終了直後から『MBSニュース』として放送している（ウィークエンドネットワーク#プロ野球のデーゲーム放送時の各局の対応も参照）。

日曜日
- 6:15（日本気象協会関西支部の職員が伝える「お天気のお知らせ」とセットで放送）
- 17:40

###### 期間限定で編成
いずれも2024年度下半期（プロ野球オフシーズン）の事例で、ニュース担当のアナウンサーが伝える「お天気のお知らせ」とセットで放送。
火曜日 - 金曜日
- 19:00（年度下半期限定で18:00 - 20:00の時間帯に日替わりで編成される生放送番組に内包）
  - 火曜日：『中西正男のエラいすんまへん…』
  - 水曜日：『ギャロップの「ぎゃ」』
  - 木曜日：『トークでパンチ VS武川』（毎日放送アナウンサーの武川智美がパーソナリティを担当）
  - 金曜日：『ナジャ・グランディーバのレツゴーフライデー』

火曜日 -  金曜日
- 20:55

土曜日・日曜日
- 19:55

##### 通年で編成される生ワイド番組への内包コーナー扱いで放送
『ONE-J』内のローカル差し替え枠を除いて、時刻は目安。
月曜日 -  金曜日
- 6:05、7:02（『上泉雄一のええなぁ!』内）
  - 7時台のニュースは、「お早うネットワーク」（ニッポン放送制作）の企画ネット版（本編をMBSラジオで制作）。『上泉雄一のええなぁ!』の曜日パートナーでもある以下の女性アナウンサーが、6時台を含めて担当する。
    - 月曜日：上田悦子（2023年3月まで）→ 西村麻子（同年4月から）
    - 火曜日：武川智美
    - 水曜日：松川浩子（2024年3月まで）→ 山崎香佳（同年4月から）
    - 木曜日：西村麻子（2023年3月まで）→ 山崎香佳（2023年4月 - 2024年3月）→ 海渡未来（2024年4月から）
    - 金曜日：前田春香（2024年3月まで）→ 松川浩子（同年4月から）

  - 2021年10月1日までは5時台（5:05 - 5:08頃）にも設定。同年4月1日放送分は、「株式会社MBSラジオ」の制作による最初の定時ニュースであった（担当は関岡香）。5時台のニュースを内包していた『レイディオ・ゴー!』が10月1日で終了したことに伴い、5時台を廃枠。平日では最も早い6時台の担当者を上記のアナウンサーに固定したため、平日に宿直勤務へ就くアナウンサーはラジオで早朝の定時ニュースを担当せず、緊急時・異常気象の発生時を除いてテレビの定時ニュース（TBSテレビ制作・全国ネットの情報番組『THE TIME,』内で6・7時台に設定されている「エリア情報」枠）にのみ出演している。
- 9:20（2024年3月までは『ありがとう浜村淳です』→ 翌4月以降は『ヤマヒロのぴかッとモーニング』に内包）
  - 『ありがとう浜村淳です』（平日版）の放送時間が2時間半（8:00 - 10:30）だった2021年10月1日までは10時台（10:05 - 10:08）にも編成していたが、翌週（4日）から放送時間を2時間（8:00 - 10:00）に変更したことに伴って、9時台に1回だけ放送。『ありがとう浜村淳です』平日版の終了（『ありがとう浜村淳です土曜日です』への集約）に伴って平日版の放送枠を引き継いだ『ぴかッとモーニング』でも、定時ニュースの放送枠を9時台にのみ編成している。
  - 2023年4月時点（出演日には『THE TIME,』内の「エリア情報」枠も担当）
    - 月曜日：海渡未来（2023年9月まで）→上田崇順（2023年10月から）
    - 火曜日：川地洋平
    - 水曜日：亀井希生・山崎香佳（隔週交代）
    - 木曜日：中野広大
    - 金曜日：大村浩士
- 10:25、11:22（『松井愛のすこ〜し愛して♥』内）
  - 放送時間が10:30 - 12:30だった2021年10月1日までは11:05 - 11:08頃と12:00 - 12:13頃に編成していたが、翌週（4日）から放送時間を10:00 - 12:00へ繰り上げたことに伴って、10時台の枠を新設するとともに12時台の枠を廃止。10時台には、前夜から宿直勤務に就いているアナウンサーが『THE TIME,』内の「エリア情報」枠 → 前述した9時台の内包枠に続いて担当することが多い。
- 12:37、13:42、14:25（『こんちわコンちゃんお昼ですょ!』内）
  - 放送時間が12:30 - 15:30だった2021年10月1日までは、13:20 - 13:23頃と14:20 - 14:23頃に編成していたが翌週（4日）から放送時間を12:00 - 15:00へ繰り上げたことに伴い、12時台の枠を新設。
- 15:53、17:25 - 17:36頃（「夕方もポチっとMラジ」レーベルの番組内）
  - 17時台のニュースは、『ネットワークトゥデイ』（TBSラジオ制作）の企画ネット版として放送（本編をMBSラジオで制作）。
  - 月 - 木曜日の15:30以降に『上泉雄一のええなぁ!』、金曜日の15:30以降に単独番組として『福島のぶひろの、金曜でいいんじゃない?』を編成していた2021年10月1日までは、17時台に加えて16:30前後に定時ニュースを放送していた。（『金曜でいいんじゃない?』など曜日別の生ワイド番組を包括する）「夕方もポチっとMラジ」の新設を機に、レーベル内の5番組の放送開始時間を15:00に統一させたことに伴い、16時台の枠を15時台の後半にスライド。

土曜日
- 6:20（『かめばかむほど亀井希生です!』内）
  - 担当：河本光正
  - 2021年4月からは原則として毎月最終週のみ、6時台の定時ニュースに続いて「MBSラジオ番組審議会からの報告」（亀井と直近のニュース担当以外のアナウンサーが事前収録で紹介）の音源を流している。また、2021年度の下半期までは7:00 - 7:03頃にも定時ニュース枠を設定していたが、2022年度から6時台へ集約。
- 8:20、9:15、10:20、11:15（『ありがとう浜村淳です土曜日です』内）
- 14:20、15:20（『豊永真琴のMBSミュージックパーク』内）
  - 前述したように、2022年3月26日までは、17:03 - 17:06頃にも『ウィークエンドネットワーク』として定時ニュースを放送。

日曜日
- 8:55（『ONE-J』内で「MBS交通情報」とセットで放送）
  - 2022年4月から2024年3月までは、朝日放送ラジオもこの時間帯に『ABCニュース』と『ABC天気予報』を単独番組として編成（日曜日で最も早い定時放送枠を7:00 - 7:05から移動）。
  - 担当：上田崇順（2023年9月まで） → 海渡未来（2023年10月 - 2024年3月）→ 川地洋平（2024年4月から）
- 12:07（『サンデーライブ　ゴエでSHOW!』内）

##### スポーツ中継・関連番組への内包コーナー扱いで放送
- 『MBSベースボールパーク』シリーズ（基本として年度上半期）
  - ナイトゲーム中継および、土曜日・祝日（主に月曜日）のデーゲーム（いずれも基本として阪神タイガースの公式戦）中継では、中継カードの5回裏終了（グラウンド整備）のタイミングで放送。『MBSニュース』とは別に、「お天気のお知らせ」（土曜日は日本気象協会関西支部の職員・祝日は毎日放送気象情報部の気象予報士が担当）も組み込む。
  - 阪神のナイトゲームが最初から組まれていない日曜日に『MBSベースボールパーク番外編』（MBSラジオの制作による生放送番組）をナイトゲーム中継の基本放送枠（18:00 - 21:00）を編成する場合には、『番外編』内の途中（19:30 - 19:33頃）に「お天気のお知らせ」とセットで放送。「お天気のお知らせ」のみ、『番外編』のパーソナリティを務める毎日放送のスポーツアナウンサーが担当する。なお、ナイトゲーム中継と『番外編』以外の特別番組を18:00 - 20:55の時間帯で編成する場合には、「お天気のお知らせ」を組み込んだ単独番組として20:55から5分間放送。
- GOGO競馬サンデー!（日曜日午後の競馬中継枠）
  - 13:35（日本気象協会関西支部の職員が伝える「お天気のお知らせ」とセット）
  - 14:20（「MBS交通情報」とセット）

## テレビ
関西のローカルニュース番組のタイトル。日本教育テレビ (NET) とニュースネットワークを組んでいた1960年4月から1970年3月までは、全国ニュースのタイトルを差し替える場合にも使われていた。
昭和天皇が崩御した1989年1月7日夕方放送では、『MBSナウ』ではなく『MBSニュース』のタイトルで放送した。

### 歴史
1959年の開局当時から、『毎日新聞ニュース』（ラジオ東京（現在のTBSテレビ）からの裏送り）を除くMBSテレビの全ニュース番組を『MBSニュース』のタイトルで放送していた。1960年4月に当時のキー局・NET（現在のテレビ朝日）とニュースネットワークを組んでからは、同局発の『NETニュース 朝日新聞制作』のタイトルを『MBSニュース』と差し替えて放送した。1970年1月にNET系のニュースネットワーク・ANNが発足したが、同年3月までは引き続きネットワークニュースのタイトルも『MBSニュース』のまま（この場合、『ANNニュース』としてネットした場合であれば『MBSニュース ANN』として放送し、画面右下に「ANN」のロゴが入った）で放送した。以降はローカルニュースとスポットニュース扱いのネットワークニュースのタイトルとして存続（後者は右下に「ANN」が入った）。新聞社との資本連携の明確化を目的としたネットチェンジ（1975年3月31日）以降は全国ネットのスポットニュースが『JNNフラッシュニュース』となったことから完全にローカルニュースのみとなり、現在へ至る。なお80年代、平日14:54枠は「ティータイムニュース」と名乗っていた時期がある。
MBSテレビはネットチェンジを機に、朝日放送に替わってJNN（TBS系のニュースネットワーク）に加盟した。同系列のテレビ局が徳島県と福井県に存在しないことから、（「JNN NEWS」として放送される全国ニュースを含めて）徳島県全域と福井県嶺南地方のニュースも取材・報道している（徳島県の県域放送局は四国放送 (JRT)、NHK徳島、FM徳島のみ。福井県の県域放送局は福井放送 (FBC)、福井テレビ (FTB)、NHK福井、FM福井のみ。読売テレビ (YTV)、NHK以外の在阪局は徳島県のニュースも読売テレビ、関西テレビ (KTV)、NHK以外の在阪局は福井嶺南のニュースも各々取材・報道）。
なお、ネットチェンジの1年前（1974年4月）からは、板倉俊彦（当時・MBSアナウンサー）を皮切りに担当アナウンサーの顔出し出演を開始（板倉俊彦#エピソードで詳述）。ニューススタジオについては、毎日放送本社の移転（1993年）などを経て、2018年1月から「ライブセンター」（毎日放送本社M館の2階に新設された生放送対応型の情報フロア）の一角を使用している。「ライブセンター」運用開始前からの2015年10月からは、担当アナウンサー席の横に放送用の大型モニターを設置。2021年3月28日（日曜日）の最終ニュース（『S☆1』関西ローカルニュースパート）まで使用していたが、翌29日（月曜日）最初の定時ニュース（『あさチャン』関西ローカルニュースパート）からはモニターを使用せず、担当アナウンサーを写したスタジオ映像にクロマキー技術でニュース映像を左斜め方向にはめ込んでいる。

### 放送時間の変遷
平日昼間の放送は、2005年3月25日まで14:50 - 14:55に放送されていたが、同年4月11日からローカル情報番組『っちゅ〜ねん!』のワンコーナーとして内包されるために終了し、このタイトルでの放送が深夜のみになった。その後、同年10月3日から『っちゅ〜ねん!』に内包されていたニュースの枠を14:55から半年ぶりに単独番組として放送、平日昼間と深夜に同じタイトルでの放送が復活した。しかし、2006年4月10日から『ちちんぷいぷい』が14時スタートになるため、番組内で『ぷいぷいニュース』として放送される。これにより、平日は再び深夜だけの単独番組となる。祝日昼間に単独番組として放送する場合もある。
さらに2005年10月8日から、『MBSニュース&天気』に替わって土曜日の夕方にも放送が開始されたが、2008年4月5日より『報道特集NEXT』に内包され単独番組としては終了した。深夜の放送も2009年3月30日より『NEWS23』にローカルニュース枠が設置されたため、金曜日のみ『NEWS23』を途中飛び降りして単独番組として放送されていた。2010年3月29日から『NEWS23』の後番組として放送されている『NEWS23X』にはローカル枠が設定されない都合上、同日からは月 - 木曜日のローカルニュースも単独番組に戻った。2011年のセンバツからの大会期間中は、放送時間はそのままで、新聞やEPG番組表では「MBSニュース」のタイトルは出さず、センバツのダイジェスト番組『みんなの甲子園』に内包扱いとして放送されている。
2014年3月31日から『NEWS23』（月 - 木曜日）にローカルニュース枠が再び設定されたため、単独番組としては金曜日深夜（土曜日未明）の同番組の直後（0:15 - 0:20）にのみ編成していた。しかし、『news23』で2023年4月7日から金曜日にもローカルニュース枠が設定されたことに伴って、単独番組としてのレギュラー放送は前週（3月31日）で終了した。

#### 現在の放送時間
2023年4月以降の編成が基準で、ローカルニュースに続いて気象情報を伝える。

##### 単独番組としての放送枠
※時刻表記はすべて日本時間。
2023年4月以降は、レギュラーで編成されていない。
平日については、『VOICE』（関西ローカル向けのワイドニュース）を18時台に編成していた2018年度まで、年末年始や特別編成で同番組を放送できない場合に、代替措置として『MBSニュース』を5分 - 15分間の単独番組扱いで編成していた。平日の15:49 - 19:00に『ミント!』（関西ローカル向けの総合情報番組）を放送する2019年度には、ローカルニュースを「Newsミント!」（『VOICE』の後継パート扱いで16:30 - 17:10に編成）と18時台の関西ローカルパート（10月改編以降は「今日のニュース　大事なトコロに赤えんぴつ」として18:15 - 18:35頃→18:40 - 19:00頃に編成）で伝える体制に移行したため、上記の場合にも『MBSニュース』を単独番組として編成せず、『ミント!』の放送枠を調整することで対応。『ミント!』の全編を休止する年末年始には、『Nスタ』（年末年始短縮版）や『報道の日』（毎年12月30日、いずれもTBSテレビ制作）の中に関西ローカル向けのニュース・気象情報パートを設けていた。
「平成」に代わる元号の発表が予定されていた2019年4月1日（月曜日）には、9:55 - 12:55に『JNN報道特別番組「まもなく新元号発表!」歴史的瞬間いまなにが?なぜその元号に』（TBSテレビ制作）を同時ネットで放送したことに伴って、12:55 - 13:00に『MBS NEWS』を単独番組扱いで放送。新しい元号が「令和」に決まったことを、河田直也（毎日放送アナウンサー）が伝えた。
なお、「Newsミント!」を除く『ミント!』の関西ローカルパートは2021年3月5日（金曜日）に終了したが、「Newsミント!」は単独番組として8日（月曜日）から26日（金曜日）まで『VOICE』と同じ放送枠（18:15 - 19:00）に編成。29日（月曜日）以降の平日には、「Newsミント!」と同じ方式で、関西ローカルニュースを「4chanニュース」（2022年4月から半年間は「5時ニュース」→同年10月以降は「5時ニュース」「6時ニュース」）というタイトルで『よんチャンTV』（15:40 - 19:00）に内包している。
2021年12月27日（月曜日）・28日（火曜日）には、年末特別編成による『よんチャンTV』の全編休止に伴って、『MBS NEWS』を単独番組扱いで17:45 - 18:00に編成。本来は月 - 木曜日に『よんチャンTV』のスタジオキャスターを担当している野嶋紗己子（毎日放送アナウンサー）がローカルニュース、気象キャスターを担当している広瀬駿（気象予報士）が気象情報を伝えた。放送に際しては前述のニューススタジオを使用したが、実際には『Nスタ』JNN全国ニュースパートからのステブレレス（特別編成などで関西ローカルパートを設定する場合に近い）構成で、通常の単独番組版と違ってオープニングとエンディングにタイトル映像を流さなかった。なお、2022年の年末特別編成期間中にも、12月26日（月曜日） - 28日（水曜日）の17:45 - 18:00に『MBS NEWS』を放送。ただし、前年から一転して『Nスタ』（日曜版）仕様のテロップを使用している。2024年の年始は1月4日の18:15 - 18:30に『MBS NEWS』を放送、この年はJNNニュース仕様のテロップに戻った。

##### 『JNN NEWS』差し替え枠
月曜日 - 金曜日
- 6:30頃・6:45頃・7:50頃（『THE TIME,』内の「エリア情報」枠）

※『THE TIME,』仕様のテロップを使用。前夜から宿直勤務に就いているアナウンサーが、日替わりでローカルニュースと気象情報を担当する。以下は2025年4月からの担当者で、宿直勤務を外れた場合には、代わって勤務するアナウンサーが「エリア情報」枠に出演する。
月曜日：藤林温子
火曜日：上田崇順
水曜日：福島暢啓·山崎香佳（隔週交代）
木曜日：河本光正
金曜日：中野広大
※『THE TIME,』の初回（2021年10月1日）から2023年3月31日までは、非常時や異常気象時を除いて、毎日放送本社M館エントランス前（または本社B館の屋内テラス）から生中継を実施。7:47頃のパートでは、ニュースの要点を手書きで記したフリップをテレビカメラの前に示しながら、1項目のニュースだけを伝えていた。この期間には、毎日放送報道情報局気象情報部と業務提携を結んでいる南気象予報士事務所所属の気象予報士も、6:05頃のパート（全曜日）と7:50頃のパート（月曜日のみ）に出演。月 - 水曜日（2021年11月第1週以降は月・水・木曜日）には前田智宏（元・福井放送アナウンサー）、木・金曜日（2021年11月第1週以降は火・金曜日）には林保捺美が気象情報を伝えていた。なお、残りのパート（6:49頃・7:50頃）では、宿直勤務のアナウンサーが当時から気象情報も担当。
※2022年4月以降は、プロ野球シーズンの月曜日限定で、7:50頃のパートを『FANFUNタイガース』（阪神タイガースの公式戦ダイジェスト・関係者へのインタビュー映像を放送する企画）に差し替えている。
※毎日放送では、2024年6月24日（月曜日）から7月12日（金曜日）まで、『THE TIME,』から6時台の大半（6:10頃からの40分間）を3週間限定で『よんチャンTVモーニング in THE TIME,』（河田と海渡がMCを務める関西ローカル向けの生放送番組）に差し替えている。同局におけるこの期間中の『THE TIME,』では、本来6時台の「エリア情報」枠内で放送されているローカルニュースを「けさの関西ニュース」というタイトルで海渡、気象情報を「きょうのそらいろ」というタイトルで前田智宏が担当。その一方で、7時台の「エリア情報」枠では、河田・海渡以外で宿直勤務に就いているアナウンサーが通常のフォーマットでローカルニュースと気象情報を伝えている。
- 11:49（『ひるおび』内）

月曜日 - 木曜日
- 23:49頃（『news23』内）※TBSに準じて『news23』用のテロップを使用。

土曜日
- 0:37頃（『news23』内、金曜日深夜）※TBSに準じて『news23』用のテロップを使用。
- 5:39頃
- 11:54頃（『せやねん!』内）
- 17:42頃（『報道特集』内）※TBSと同じ『報道特集』用のテロップ、2021年3月6日放送分からのリニューアルに準じて「報特News」というタイトルを使用。

日曜日
- 0:26頃（『S☆1』内、土曜日深夜）
- 6:54頃
- 11:34頃
- 17:45頃（『Nスタ』内）※TBSに準じて『Nスタ』用のテロップを使用（年末年始の平日と重なる日の『Nスタ・短縮版』における関西ローカルパートでも同様に対応）。2021年3月28日放送分までは、ニュース担当のアナウンサーが気象情報も伝えていた。翌週（4月4日放送分）からは、前田智宏が気象情報を担当。「ライブセンター」とは別の階にある報道フロア内のニューススタジオ（2021年3月26日まで「Newsミント!」で使用）から出演している。

月曜日
- 0:46頃（『S☆1』内、日曜日深夜）

## 担当アナウンサー
- 毎日放送では、NHKや一部の民放局と同じく、基本としてアナウンサー全員がニュースを持ち回りで担当。スポーツアナウンサーがプロ野球シーズン中にニュースを担当したり、テレビ・ラジオの生ワイド番組でメインパーソナリティを務めるアナウンサーが、当該番組の前後の時間帯のニュースを読んだりすることもある。ただし実際には、レギュラー番組・生中継・イベントへの出演や取材などとの兼ね合いで、アナウンサーが担当する頻度に差がある。
  - 2024年の4月改編時点では、第1子の出産を経て2022年4月に産後休暇から復帰していた辻沙穂里を除く現職アナウンサーのうち、毎日放送で平日の夕方に『よんチャンTV』のメインパーソナリティを務めている河田直也および、MBSラジオで平日帯ワイド番組のメインパーソナリティを務める上泉雄一[注 8]と松井愛[注 9]がテレビ・ラジオとも定時ニュースを担当していない。また、産後休暇から復帰したばかりの女性アナウンサーには毎日放送の内規で「フレックスタイム制」に沿った勤務が一定の期間まで認められているため、2023年5月に第1子を出産した玉巻映美（2024年の3月下旬から『よんチャンTV』火曜日の進行担当として復帰）は基本として昼前～夕方帯の定時ニュースにのみ出演。
    - 定年を過ぎても「シニアスタッフ」（最長で5年間の嘱託契約を結んでいる社員）として勤務するアナウンサーについては、正社員時代からスポーツアナウンサーとして活動している森本栄浩（2021年10月定年）、正社員時代に毎日放送のアナウンス室長を務めていた関岡香（2024年4月定年）、正社員時代の2014年からMBSラジオで競馬中継の司会・実況担当・プロデューサーを兼務している来栖正之（2024年5月定年）が深夜帯を除く定時ニュースを随時担当している。
    - 一部の曜日では、以下のように、特定のアナウンサーが泊まり勤務で深夜～早朝（平日はテレビのみで6・7時台、土・日曜日はテレビ・ラジオとも6時台）の定時ニュースを担当することが多い（以下はいずれも2023年4月以降の担当）。
      - 日曜深夜～月曜早朝：海渡未来（2023年9月まで）→上田崇順（2023年10月から）
      - 月曜深夜～火曜早朝：川地洋平（川地が出演不可能な日は近藤亨）
      - 火曜深夜～水曜早朝：亀井希生・山崎香佳（隔週交代）
      - 水曜深夜～木曜早朝：中野広大
      - 木曜深夜～金曜早朝：大村浩士
      - 金曜深夜～土曜早朝：河本光正
      - 土曜深夜～日曜早朝：上田崇順（2023年9月まで）→海渡未来（2023年10月から）（海渡が出演不可能な日は上田悦子または藤林温子）

### テレビ
- 『ちちんぷいぷい』メインパーソナリティ（総合司会）の1人であった西靖が、2015年度から『VOICE』のメインキャスターも兼務。両番組の間で人材の交流・報道素材の共用・取材テーマや特集企画の共通化が進んでいることを背景に、前年度まで複数のアナウンサー（加藤康裕・千葉猛・来栖正之・上田崇順・井上雅雄など）が日替わりで担当していた『ちちんぷいぷい』内のニュースを、西が全曜日を通じて担うようになった。なお、西は『VOICE』メインキャスターとしての活動を優先させるべく、2016年4月でメインパーソナリティを勇退。勇退後の『ちちんぷいぷい』では、基本として、ニュースコーナーの「Today's VOICE」にニュースキャスターとして出演するだけにとどめていた。2019年4月からは、『VOICE』の終了や『ちちんぷいぷい』内のニュースコーナーの廃止を背景に、「Newsミント!」メインキャスターとしての活動へ事実上専念。日本国内で新型コロナウイルスへの感染が拡大している2020年には、4月中旬から『ちちんぷいぷい』および関連番組内（14:45頃から5分間）にニュースコーナーがノンタイトルで復活したことに伴って、「Newsミント!」のサブキャスター（上田悦子・玉巻映美など）と交互にストレートニュースを伝えていた（6月第1週以降は基本として月・火曜日に上田悦子、水 - 金曜日に玉巻が担当）。
- 『ちちんぷいぷい』『ミント!』に代わって『よんチャンTV』の放送を開始した2021年4月改編からは、平日夕方分のローカルニュースを『よんチャンTV』内で伝えている。2022年9月30日（金曜日）放送分までは、『ミント!』の本編でMCを務めていた大吉洋平が、「ニュース担当」（ニュースキャスター）として「スタジオ担当」の女性アナウンサー（野嶋紗己子／玉巻）と分担。大吉が同日で降板してからは、（「スタジオ担当」を含めた）他のアナウンサーが「ニュース担当」の役割を放送の曜日・時間帯ごとに分担する体制へ移行する一方で、上田悦子を「スタジオ担当」に加えている（玉巻は第1子の懐妊に伴う産前産後休暇入りを前に2023年2月第1週で降板）。その一方で、育児休業（2021年6月から3ヶ月間）をはさんで2022年6月28日まで『よんチャンTV』の木曜日に「MBS解説委員」という肩書で出演していた西は、総合編成局のアナウンスセンター長へ就任した翌7月以降も定時ニュースを随時担当。2022年10月からは、大吉も定時ニュースのシフトに復帰している。

### ラジオ
- 2025年6月まで、一部の時間帯でフリーアナウンサーが定時ニュースを担当する他の在阪民放ラジオ局と違って、自社で制作する定時ニュースを、（シニアスタッフの森本、関岡、来栖を含む）毎日放送の現役アナウンサーだけで賄っていた（株式会社MBSラジオへの制作・放送業務移管後も継続）。
  - 2025年7月からは元NHKアナウンサーの田代純が、日曜日の夜にラジオ・テレビの双方でニュースを担当することになった。
  - 毎日放送が新卒扱いでアナウンサーを採用した年には、7月下旬 - 8月中旬の平日11時台（2015年度以降は『松井愛のすこ〜し愛して♥』内）の定時ニュースが、当該アナウンサーによる初鳴き（同局が制作するテレビ・ラジオ番組への本格デビュー）の舞台になる。
    - ただし、複数名を採用した年の初鳴きでは、当該アナウンサーから1名を平日11時台、残りのアナウンサーを午後（主に同じ日の13時台＝『こんちわコンちゃんお昼ですょ!』への内包分）の担当に充てる。
    - いずれの場合にも、初鳴きの直後には、『ちちんぷいぷい』→『よんチャンTV』での自己紹介（テレビ番組へのデビュー）を経て、報道陣への合同取材や記者会見に臨むことが恒例になっている。この自己紹介や月1回放送の『MBSマンスリーリポート』では、初鳴き前後の模様を収録した映像が（年によってはアナウンス研修中の映像を交えながら）放送される。
- ラジオニュースで使用するスタジオ（毎日放送本社M館内のδスタジオ）については、2018年9月まで、放送上「報道スタジオ」（または「ニューススタジオ」）と称していた。同年10月から「報道フロア」という呼称に改めたが、2022年10月からは再び「報道スタジオ」に戻っている。
- 平日に『MBSニュース』を放送する場合には、前日深夜から泊まり勤務のアナウンサーが、2021年10月1日まで午前5時台のニュース（『レイディオ・ゴー!』内）まで担当（緊急時や祝祭日を除く）。基本として、6時台のニュース（『子守康範 朝からてんコモリ!』内）から別のアナウンサーに交代していた。『 - てんコモリ!』を5時から放送していた時期（2009年4月 - 2019年6月）には、5時台のニュースも内包していたため、担当アナウンサーを交代する6時台のニュースでは、子守康範（元・MBSアナウンサー）が「『MBSニュース』、この時間から担当は〜アナウンサーです」と紹介していた。ただし、2021年の10月改編で『レイディオ・ゴー!』『朝からてんコモリ!』が終了したことに伴って、午前5時台の定時ニュース枠を廃止。さらに、放送枠を月 - 木曜日の夕方から『てんコモリ!』の後継番組扱いで平日の早朝に移動した『上泉雄一のええなぁ!』では、曜日別にパートナーを務める毎日放送の女性アナウンサーが6・7時台のニュースも担当する。
  - 平日17時台の『ネットワークTODAY』（企画ネット方式のニュース）のうち、月 - 木曜日分については、2013年度まで曜日ごとに担当のアナウンサーを「キャスター」という肩書で固定。アナウンサーとして2006年7月に定年を迎えてから、MBSとの間で2009年7月まで専属パーソナリティ契約を結んでいた松井昭憲は、契約期間中に「キャスター」という肩書で月 - 木曜日に『ネットワークTODAY』と12時台のニュースを担当していた。
- 2018年3月までは、土曜日に『しあわせの五・七・五』（5時台の川柳番組）のパーソナリティを務める水野晶子（同年12月31日付で定年退職）が、金曜深夜からの泊まり勤務扱いで、同番組の生放送に続いて6時台・7時台のニュース（2016年度以降は『かめばかむほど亀井希生です!』に内包）へ出演していた。2018年4月以降は、水野が生放送番組や報道番組から勇退したことや、『しあわせの五・七・五』が生放送番組から収録番組へ移行したことから、当該時間帯のニュースを他のアナウンサーが担当している。
  - 水野が上記の事情でニュースの担当を外れてからの『かめばかむほど亀井希生です!』では、6時台[注 10] と7時台のニュースを別々のアナウンサーが担当するため、パーソナリティの亀井が7時台の冒頭で「『MBSニュース』、この時間から担当は〜アナウンサーです」と紹介。亀井自身も、土曜日には、同番組の終了後にテレビの定時ニュース（11時台『JNNニュース』内のローカルニュース・気象情報）を担当する機会が多い。
- 日曜日最後の定時ニュースでは、放送枠を『ヤングタウン日曜日』より前の時間帯（ナイターイン期間中は基本として『MBSベースボールパーク』ナイトゲーム中継の5回裏終了後か『MBSベースボールパーク番外編』に内包する方式）で「お天気のお知らせ」と合わせて編成している。2020年度以降の『ヤングタウン日曜日』では毎日放送（MBSラジオ）本社スタジオからの生放送が定着しているため、2022年度までは、同番組でアシスタントを務めているアナウンサー（福島暢啓→森本尚太→藤林温子）が本番前に上記の時間帯でニュースと「お天気のお知らせ」を伝えることが多かった。
- ナイターオフ期間には例年、火 - 金曜日の夜間に自社制作の生ワイド番組を編成する関係で、当該時間帯のニュースを担当するアナウンサーを曜日ごとに固定させている。ただし、2021年度のナイターオフ編成では生ワイド番組へ内包させず、単独番組として「お天気のお知らせ」とセットで放送。
  - 2017・2018年度には、火 - 金曜日の19:00頃（『MBSヨル隊』に内包）と火 - 木曜日の21:15頃（『次は〜新福島!』シリーズに内包）に放送されるニュースを、以下のアナウンサーが担当。『次は〜新福島!』内では、主なニュースの背景も解説している。
    - 火曜日：上田崇順（2017年度）→ 柏木宏之・加藤康裕[注 11]（2018年度、隔週交代で担当）
    - 水曜日：柏木宏之（2017年度）→ 上田崇順（2018年度）
    - 木曜日：千葉猛
    - 金曜日：福本晋悟（土曜早朝までの宿直勤務の一環で担当）

  - 2019年度には、火 - 金曜日の19:00頃（前述）と火 - 木曜日の21:15頃（火・水曜日は『次は〜新福島!』シリーズ、木曜日は『石田英司のプカプカ気分』に内包）に放送されるニュースを、以下のアナウンサーが担当。上記の生ワイド番組を放送しない金曜日にも、プロ野球のナイトゲーム中継を編成しない週の20:56 - 21:00に、「お天気のお知らせ」とのセットによる単独番組として放送していた。
    - 火曜日：千葉猛（2020年8月に報道局へ異動）
    - 水・木曜日：上田崇順
    - 金曜日：福本晋悟（19時台のみ担当）、赤木誠・柏木宏之（隔週交代で20時台のみ担当）

  - 2020年度には、『MBSヨル隊』と『次は〜新福島!』の放送枠や定時ニュースの内包体制を維持する一方で、『石田英司のプカプカ気分』の放送枠移動（月曜深夜＝火曜未明の通年番組化）に伴って木曜日20・21時台の番組を一新[注 12]。このため、金曜日に加えて、木曜日にも20:56 - 21:00に「お天気のお知らせ」とのセットによる単独番組として放送していた。レギュラーで担当するアナウンサーは、例年と違って火・水曜日にのみ配置。以下の女性アナウンサーが、『次は〜新福島!』内のニュース解説との兼務扱いで担当していた。
    - 火曜日：西村麻子（『次は〜新福島!』内のニュース解説で第46回アノンシスト賞ラジオ・フリートーク部門の最優秀賞を受賞）
    - 水曜日：玉巻映美